# Gerardo Parker
Gerardo Parker es un músico, cantante y presentador de televisión salvadoreño, nacido en San Salvador, El Salvador.

## Carrera artística
Comienza su carrera artística en el año 1985, trabajando como arreglista musical de diversos artistas nacionales. Como cantante solista graba su primer larga duración con la disquera CBS (hoy Sony). Representa a  El Salvador en diferentes eventos especiales como Festival OTI de la Canción realizado en Miami, Florida en 1989.
Posteriormente incursiona en diferentes etapas de la vida artística nacional como presentador y animador de eventos de belleza, noticias, actor de teatro, locutor, productor de jingles publicitarios, entre otros.
En 1990 forma un grupo con Daniel Rucks, el cual se llamó Rucks Parker y graban 4 discos compactos, en los que muchos temas estuvieron en los primeros lugares de listas de popularidad en El Salvador y Centroamérica.
En el 2009, Parker, funda su academia llamada Parker Music Hall, una academia especializada en las artes de la música, que abarcan diferentes instrumentos musicales, así como también en el área del canto.

## En Televisión

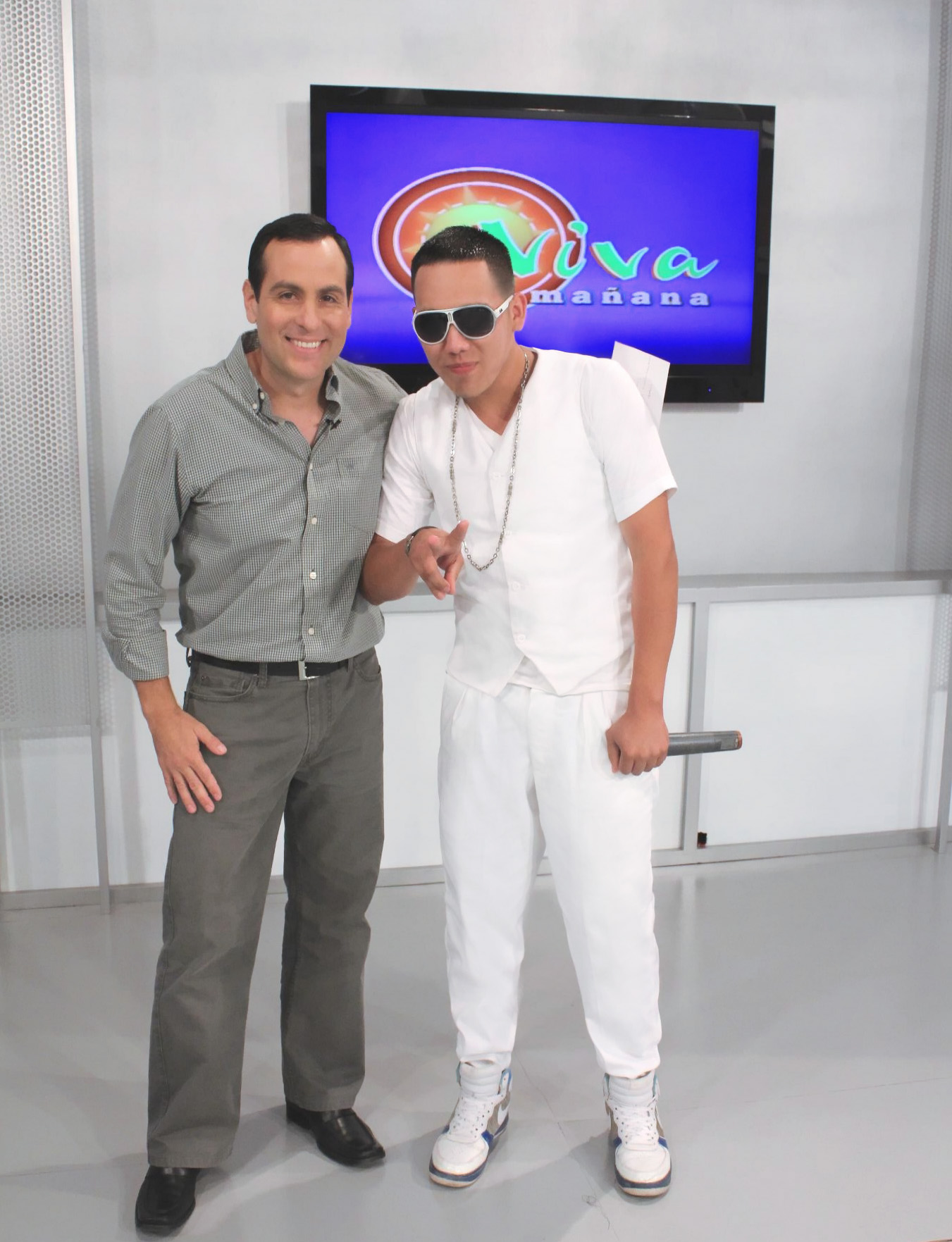
Gerardo Parker (a la izquierda) y Sony Flow en 2011.

Luego de dedicarse varios años al mundo de la música, como cantautor y compositor de otros artistas nacionales, Gerardo Parker incursiona de lleno en la televisión en 2005 como parte de Canal 12 de El Salvador, con el formato del programa matutino Hola El Salvador.
En 2010 se retira de Canal 12 de El Salvador y se incorpora a las filas de Telecorporación Salvadoreña, y forma parte del jurado del programa  Cantando por un Sueño El Salvador 2.ª Temporada.
En 2011 obtiene uno de los puestos del personal general de Viva la mañana, con el lanzamiento de la nueva etapa del programa, siempre de Telecorporación Salvadoreña